# Castelul Bocskai din Aghireșu
Castelul Gábor Bocskai a fost construit în localitatea Aghireșu din județul Cluj în anul 1572, în stilul Renașterii. De plan patrulater, cu turnuri la colțuri, cu o amplă curte interioară, el se particularizează prin frumusețea ancadramentelor de piatră. Actualmente castelul este ruinat. 